# Tatort: Der Boss
Der Boss ist eine Folge der ARD-Krimireihe Tatort. Die vom Sender Freies Berlin (SFB) produzierte Episode wurde erstmals am 19. Dezember 1971 im Deutschen Fernsehen ausgestrahlt. Kriminalhauptkommissar Erwin Kasulke hat es in seinem ersten Fall mit einer Serie von Pelzdiebstählen zu tun.

## Handlung
Achim und Peter arbeiten als Fliesenleger auf dem Bau. Die beiden lernen abends in einer Diskothek zwei Mädchen kennen und protzen vor ihnen mit ihren Autos. Als eines der Mädchen auf der Spritztour zu viert einen Unfall durch Peter provoziert und der Wagen in die Auslage eines Pelzgeschäfts kracht, erkennt Achim die Gunst der Stunde und steckt einen teuren Pelzmantel ein.
Nachdem es Achim gelungen ist, diesen teuer zu verkaufen, kommt er auf die Idee, gewerbsmäßig Pelzdiebstahl zu begehen. Die Coups der Bande, zu der sie auch den ehemaligen Kürschner Uwe gewinnen können, werden immer größer und Achim immer leichtsinniger. Er beginnt, mit den Diebstählen und seinem neuen Reichtum zu prahlen und einen Pelz an seine Vermieterin zu verschenken. Der Rest der Bande beschließt daraufhin, Achim loszuwerden. Nachdem sie die Vertriebswege der gestohlenen Pelze herausgefunden haben und Achim somit nicht mehr brauchen, schmieden sie einen perfiden Plan, um Achim zu töten.
Sie machen ihn betrunken, suggerieren ihm, die Polizei sei hinter ihm her, so dass er mit seinem Boot über die Havel entlang der Sektorengrenze fliehen müsste. Heinz, der mit Achim im Boot sitzt, animiert Achim, auf die DDR-Grenzsoldaten zuzufahren und auf sie zu schießen. Heinz springt kurz vor der Sektorengrenze aus dem Boot, und Achim wird wie geplant von den DDR-Grenzern erschossen.
Kriminalhauptkommissar Kasulke, der die Pelzdiebstahl-Serie aufklären soll, war Achim bereits auf der Spur und wartet mit seinem Kollegen vergeblich bei Achims Auto am Ufer auf diesen. Dessen ehemaligen Komplizen fahren währenddessen mit Peters Wagen davon und sind sich uneinig, ob sie mit den Pelzdiebstählen weitermachen sollen.

## Hintergrund
Gustl Bayrhammer gibt als Kommissar Veigl eine Gastrolle in dieser Tatortepisode, drei Wochen bevor die erste Folge mit dem Münchener Kommissar ausgestrahlt wird. Mit 56 Minuten Sendelänge gehört Der Boss zu einer der kurzen Folgen aus der Anfangszeit des Tatorts.
Die Erstausstrahlung von Der Boss am 19. Dezember 1971 in Deutschland erreichte einen Marktanteil von 38,0 Prozent für das Deutsche Fernsehen (heute: Das Erste).